# Nursiai Szent Benedek

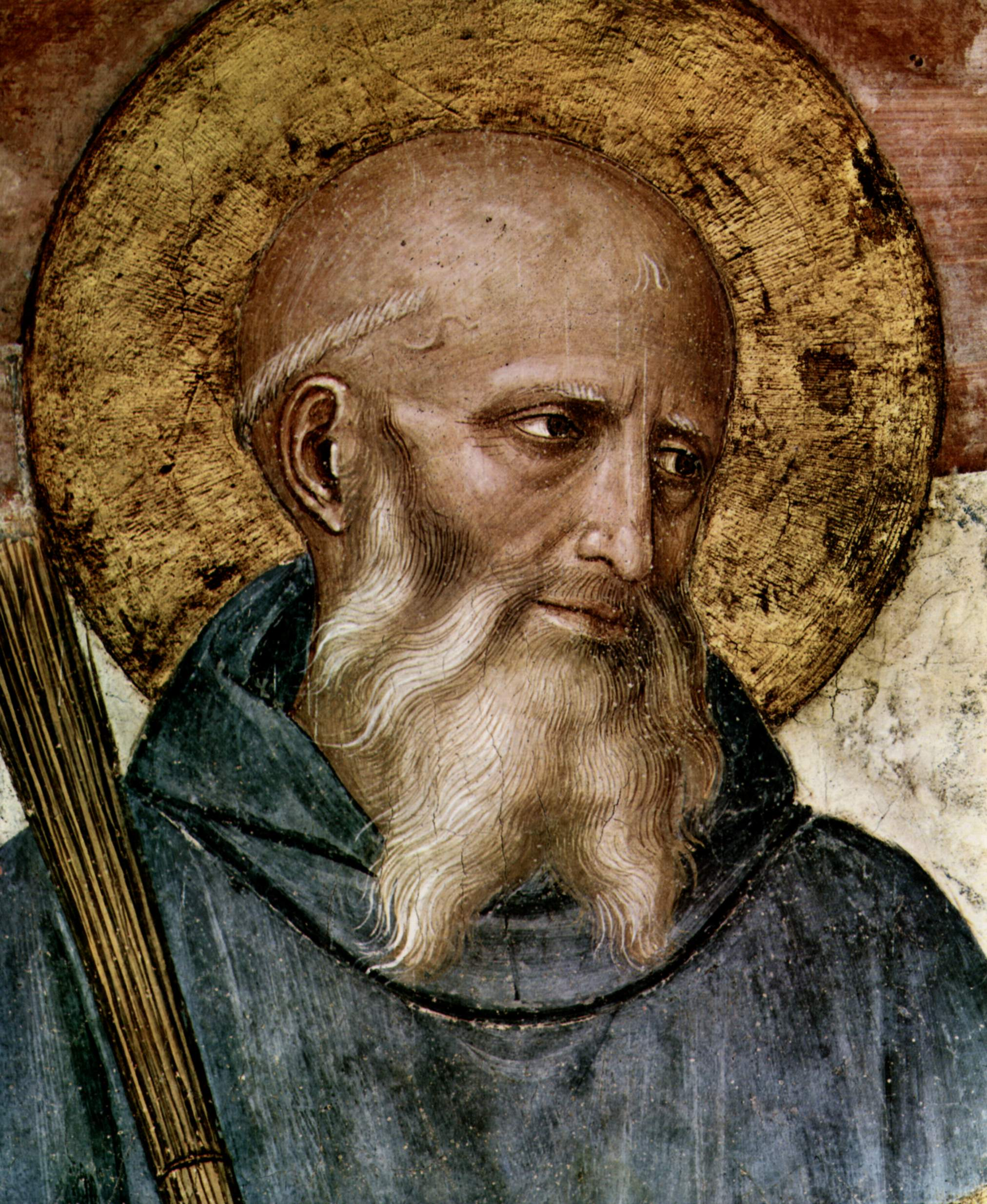
Nursiai Szent Benedek (480 körül-547), részlet Fra Angelico egyik freskójáról, San Marco, Firenze (kb. 1400-1455)

Nursiai Benedek (latin: Benedictus Nursiae) vagy katolikus és ortodox nevén Nursiai Szent Benedek (Nursia, 480 körül – Monte Cassino, 543/547. március 21.) a Szent Benedek-rend (magyar szóhasználatban bencés rend) alapítója és regulájának kidolgozója. Skolasztika ikertestvére. 
1964-ben VI. Pál pápa a nyugati keresztény szerzetesség alapítójaként és az európai szellemiség alakítójaként Európa (társ)védőszentjévé nyilvánította Szent Cirill és Metód mellé.

## Élete

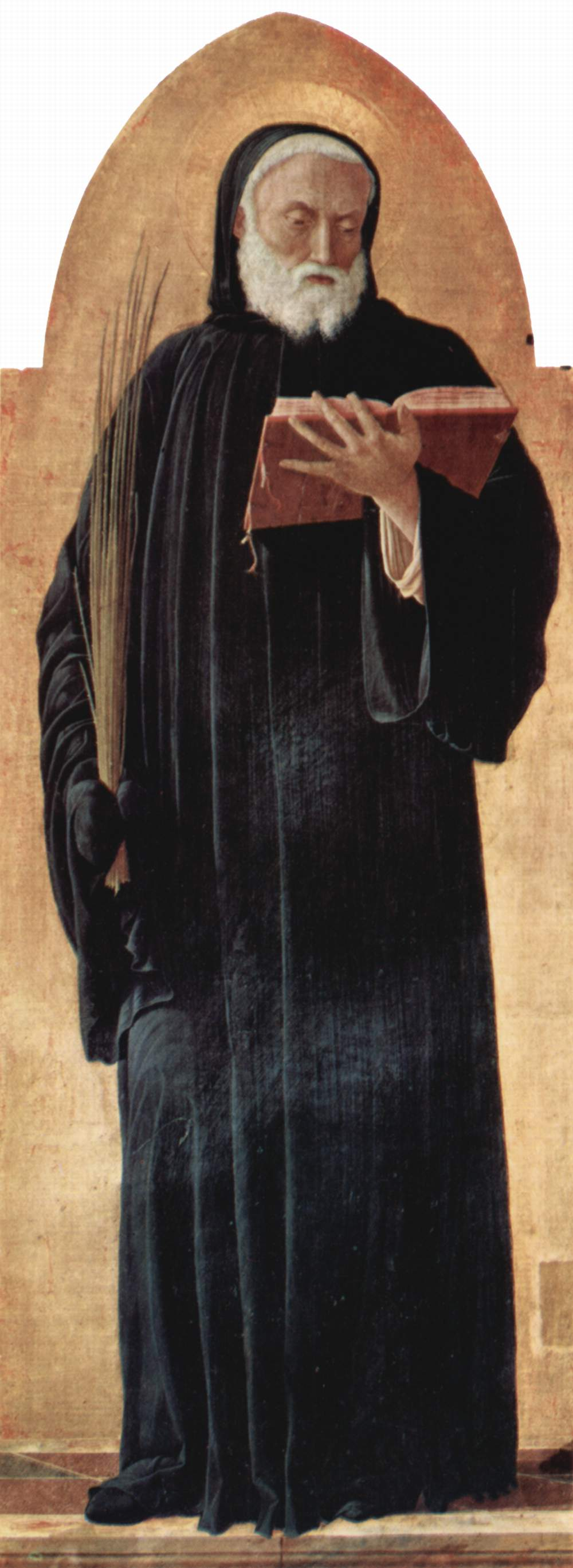
Andrea Mantegna: Szent Benedek (Ora et labora – imádkozz és dolgozz, lásd a Regulájában)

Norciában (latinul Nursia) született, előkelő szülőktől származott. Kezdetben Rómában tanult, de megelégelte a világi hívságokat, és később egy Subiacóhoz közeli barlangba vonult a világ elől. Itt három év után pásztorok találtak rá. Abban a korszakban élt, amikor megszűnt a Római Birodalom, helyette létrejött a keleti gót állam, élén Theodorik királlyal. 530 körül alapította meg saját kolostorát – a Szent Benedek-szerzetesrend anyakolostorát – Dél-Itáliában, Monte Cassino hegyén.
Életének sok adata homályban van, mert bár életrajzát I. Gergely pápa írta meg, – aki akkor született, amikor Benedek utolsó éveit élte, – mégis őt eszményi magasságban szemlélte és legendás alakká tette.
I. Gergely a Dialógus című művének második kötetében időrendben, tematikus csoportosítás nélkül beszéli el Benedek életét, szellemi fejlődését. Benedekkel megtérése után csodák történtek, ő pedig küzdött a bűnös dolgok ellen. Pl.: a női kísértés elkerülésére csalánbokorba ugrott, felismerte a neki szánt, mérgezett ételeket és italokat. A monostor megalapítása után már ő lett a csodák forrása, de csodái nem térítő és nem is gyógyító csodák. Benedek örökké harcolt a Sátánnal, ezért ő lett a tökéletes és legyőzhetetlen szent példája. Ezenkívül ő a közösségi élet szentje is, hiszen a szerzetesként élve tette csodáit, a rendnek mutatott példát.
A neki tulajdonított képességek:
- úrrá lesz a természet törvényein;
- a jövőbe lát;
- szimultán tud más eseményekről;
- látja a Szentlelket és a természetfölöttit;
- gondolatot olvas.

Halála után két szerzetes tanúskodott róla ugyanúgy, egymástól függetlenül.

## Munkássága
Ő felügyelte egy tucat kolostorban a rendet, a kolostori élet megszervezését és folytatását. A különböző kolostori szabályzatok ismeretében és saját tapasztalatainak tudatában Nursiai Szent Benedek új szerzetesrendi szabályzatot alkotott, mely annyira átfogó és meggyőző volt, hogy Nagy Szent Gergely pápa és egyházatya (540–604) kötelezővé tette minden kolostorban, sőt az egész római egyházban is. Egyik legfontosabb műve a 73 pontból álló szerzetesi Regula. A korábbi hasonló témájú írások is hatottak rá: az egyiptomi szerzetességről szóló Vitae Patrum (Az atyák élete), Nagy Szent Vazul, Johannes Cassianus, Szent Pakhomiosz és Hippói Szent Ágoston írásai, s amire mostanában figyeltek fel, a Regula Magistri. A Regula Magistri nagy részben szó szerint megegyezik a benedeki Regulával, máshol csak érintkezik, de néhol éppen ellentétben áll vele."
E műve mind a mai napig sok kolostorban, monostorban szabályozza a szerzetesek mindennapi életét. Egyúttal felsorolja a jó cselekedetek 74 eszközét, elkülöníti az alázatosság 12 fokát és rendelkezik továbbá a hibázók büntetéseiről. A 73. pontban elmondja, hogy műve nem teljes, és irányadást nyújt a teljesség eléréséhez.
Egyháztörténeti szempontból a mű a 3. fejezetben szabályzott tanácsadó testület szempontjából fontos, mivel ez az intézmény nála jelenik meg először.
A lélekről (cura animae) és a testről (cura corporis) való gondoskodás vált a kolostorbeli gondolkodás és élet központi céljává. A betegek ellátása volt a legfontosabb, és ami még fontosabb: nemcsak saját rendjük tagjain kellett segíteniük, hanem mindenki máson is, aki bajával felkereste a kolostort.

## Regulája
Élete derekán, gyakorlati tapasztalatait is felhasználva, alkotta meg a „Regulát”, azt a törvénykönyvet, amelynek előírásait minden követőjének meg kellett tartania, és amely aztán a nyugati szerzetesség iránymutatója lett.  

## Érdekesség
Szent Benedek nem csak Európa védőszentje, korábban is már sok más védelmezőjeként, segítőjeként tisztelték:
- mezőgazdasági munkások, gazdálkodók
- barlangászok, barlangkutatók
- mérnökök, olasz építészek
- szerzetesek
- diákok
- szolgák, akik összetörték gazdájuk holmiját
- rézművesek
- haldoklók
- lázzal küzdők
- epekövekkel gyötrődők
- gyulladásos betegségben szenvedők
- vesebetegek
- kísértésekkel küzdők
- mérgezésnek kitettek, mérgezés elleni védelem
- boszorkányság elleni védelem

## Magyarul megjelent művei
- Magyar breviárium, vagyis A papi zsolozsmák a nép magánhasználatára alkalmazva (Szent Benedek és Szent Mór szerzetesi breviáriumai és a római breviárium alapján), fordította: Szentesy Alfonz, a himnuszokat fordította: Bálint György, Bichler Nyomda, Budapest, 1906
- Szent Benedek Regulája, sajtó alá rendezte: Söveges Dávid, Stephaneum Nyomda, Pannonhalma, 1948
- Szent Benedek Regulája, Bencés Kiadó, Pannonhalma, 1993, ISBN 963 7819 15 0
- Szent Benedek regulája, fordította: Söveges Dávid, a Regula lelkisége c. fejezetet fordította: Páhi Gábor, Bencés Kiadó, Pannonhalma, 2002 (bővített kiadás)
- Szent Benedek regulája, Magyar Bencés Kongregáció Pannonhalmi Főapátság /=Szent Benedek Iskolák, 2004